# Grenoble Intézet (Nápoly)
A Grenoble Intézet (Istituto Grenoble) az excentrikus építész, Lamont Young műve. A gyárépületet 1884-ben építették neoreneszánsz stílusban, erős kontrasztban a nápolyi városi környezettel. Figyelemre méltó a tufából faragott homlokzata.